# Argentina en los Juegos Panamericanos
Argentina ha participado ininterrumpidamente en los Juegos Panamericanos desde su primera realización en 1951. Argentina ha sido sede de estos Juegos dos veces, la primera, en 1951 en Buenos Aires y la segunda en 1995, en Mar del Plata, además de la única edición de invierno, Las Leñas 1990. El país está representado por el Comité Olímpico Argentino.
Argentina se ubica en el quinto puesto en el medallero histórico. Obtuvo el primer puesto en la edición inaugural de 1951, el segundo puesto en 1955 y 1959 y el cuarto puesto en 1963, 1967, 1979 y 1995.

## Juegos Panamericanos

### Medallero
| 1 | Edición albergada. |

Para ordenar en orden decreciente las columnas del medallero total, ciudad anftriona o cualquier columna, cliquea en en el ícono siguiente: 
| Año   | Ref.   | Edición | Ciudad anfitriona | Posición | Oro | Plata | Bronce | Total |
| ----- | ------ | ------- | ----------------- | -------- | --- | ----- | ------ | ----- |
| 1951  | [ 1 ]  | I       | Buenos Aires      | 1°       | 68  | 44    | 38     | 150   |
| 1955  | [ 2 ]  | II      | Ciudad de México  | 2°       | 27  | 31    | 15     | 73    |
| 1959  | [ 3 ]  | III     | Chicago           | 2°       | 9   | 19    | 11     | 39    |
| 1963  | [ 4 ]  | IV      | San Pablo         | 4°       | 8   | 15    | 16     | 39    |
| 1967  | [ 5 ]  | V       | Winnipeg          | 4°       | 8   | 14    | 12     | 34    |
| 1971  | [ 6 ]  | VI      | Cali              | 6°       | 6   | 4     | 12     | 22    |
| 1975  | [ 7 ]  | VII     | Ciudad de México  | 6°       | 3   | 5     | 7      | 15    |
| 1979  | [ 8 ]  | VIII    | San Juan          | 4°       | 12  | 7     | 17     | 36    |
| 1983  | [ 9 ]  | IX      | Caracas           | 7°       | 2   | 11    | 22     | 35    |
| 1987  | [ 10 ] | X       | Indianapolis      | 5°       | 12  | 14    | 22     | 48    |
| 1991  | [ 11 ] | XI      | La Habana         | 6°       | 11  | 15    | 29     | 55    |
| 1995  | [ 12 ] | XII     | Mar del Plata     | 4°       | 40  | 45    | 74     | 159   |
| 1999  | [ 13 ] | XIII    | Winnipeg          | 5°       | 25  | 19    | 28     | 72    |
| 2003  | [ 14 ] | XIV     | Santo Domingo     | 7°       | 16  | 20    | 27     | 63    |
| 2007  | [ 15 ] | XV      | Río de Janeiro    | 7°       | 11  | 15    | 33     | 59    |
| 2011  | [ 16 ] | XVI     | Guadalajara       | 7°       | 21  | 19    | 35     | 75    |
| 2015  | [ 17 ] | XVII    | Toronto           | 7°       | 15  | 29    | 31     | 75    |
| 2019  | [ 18 ] | XVIII   | Lima              | 5°       | 33  | 34    | 34     | 101   |
| 2023  | [ 19 ] | XIX     | Santiago          | 7°       | 17  | 25    | 33     | 75    |
| Total | Total  | Total   | Total             | 5°       | 344 | 385   | 496    | 1225  |

## Juegos Panamericanos de Invierno

### Medallero
| Año   | Ref.   | Edición | Ciudad anfitriona | Posición | Oro | Plata | Bronce | Total |
| ----- | ------ | ------- | ----------------- | -------- | --- | ----- | ------ | ----- |
| 1990  | [ 20 ] | I       | Las Leñas 1       | —        | 0   | 0     | 0      | 0     |
| Total | Total  | Total   | Total             | —        | 0   | 0     | 0      | 0     |

## Juegos Panamericanos Junior

### Medallero
| Año   | Ref.   | Edición | Ciudad anfitriona | Posición      | Oro           | Plata         | Bronce        | Total         |
| ----- | ------ | ------- | ----------------- | ------------- | ------------- | ------------- | ------------- | ------------- |
| 2021  | [ 21 ] | I       | Cali-Valle        | 6°            | 19            | 22            | 32            | 73            |
| 2025  | [ 22 ] | II      | Asunción          | Evento futuro | Evento futuro | Evento futuro | Evento futuro | Evento futuro |
| Total | Total  | Total   | Total             | 6°            | 19            | 22            | 32            | 73            |